# Río Saja
El Saja es un río situado en la vertiente cantábrica de la península ibérica, que discurre completamente dentro de la comunidad autónoma de Cantabria (España). Nace en la cara norte de la sierra del Cordel a mil ochocientos noventa metros sobre el nivel del mar, dentro de la Mancomunidad de Campoo-Cabuérniga, y desemboca en el mar Cantábrico  después de recorrer setenta y dos kilómetros, dando forma al amplio estuario de San Martín de la Arena entre los municipios de Suances y Miengo.
El curso alto se encuentra protegido dentro del parque natural del Saja-Besaya que ocupa toda la cabecera del río y gran parte de la divisoria de aguas entre este y su principal afluente, el río Besaya. Su recorrido forma los valles de Cabuérniga y Cabezón de la Sal, situados respectivamente al sur y norte de la sierra del Escudo de Cabuérniga; y los llanos de Casar de Periedo, Puente San Miguel y Torrelavega que se extienden hasta llegar al mar. La cuenca tiene una superficie total de 1048,24 km² y está poblada por más de cien mil habitantes, concentrados principalmente en los municipios de Torrelavega, Los Corrales de Buelna, Reocín, Cabezón de la Sal y Suances.
El nombre 'Saja' proviene del hidrónimo latino Salia, cuyo origen se remonta a lenguas preindoeuropeas anteriores al celta y puede significar corriente de agua o agua salada.
Antiguamente el río se aprovechaba para mover varias decenas de molinos harineros y batanes, hoy abandonados o desaparecidos. En la actualidad alimenta una piscifactoría y varios saltos de agua para la producción eléctrica, además de acoger un puerto fluvial muy cerca de la localidad de Torrelavega y otro en su desembocadura.

## Etimología

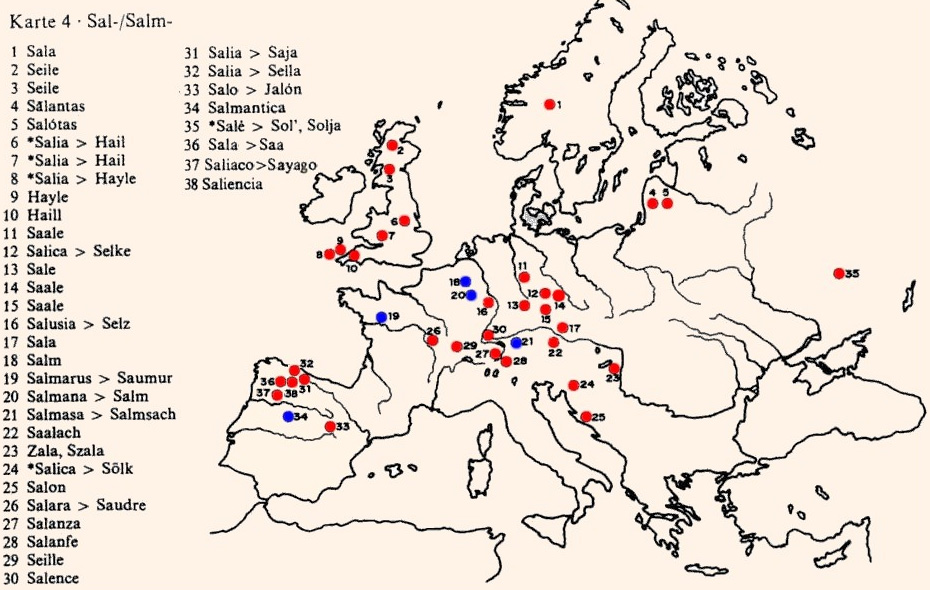
Carta hidronímica del antiguo indoeuropeo para la raíz *Sal-, *Salm-.

El nombre de Salia, con el que se conocía antiguamente a este río, es una herencia que las lenguas romances tomaron del hidrónimo latino Salia o Saunium, y que tiene su origen en la raíz preindoeuropea *Sal - «agua». Según el especialista en lingüística Indoeuropea Martín Sevilla Rodríguez, el término de Salia podría significar «Corriente de agua».
Esta misma raíz aparece en el origen de numerosos hidrónimos europeos como los casos del río Seille, afluente del Mosela, en la Galia; el río Hayle, en Britania, o el río Sella en Asturias; todos ellos denominados antiguamente Salia.

## Geografía
El río Saja se forma en los puertos de Sejos, en la vertiente norte de la sierra del Cordel, al unirse la canal del Hitón con el río Guariza en el lugar conocido como La Robrea, a mil trescientos metros sobre el nivel del mar. El río Guariza, el principal de los dos cursos, nace cuatro kilómetros más arriba, en las faldas del pico Cordel a mil ochocientos noventa metros de altitud.
El curso del Saja dibuja un gran arco, primero hacia el norte y luego hacia el noreste, hasta la confluencia con el Besaya en la localidad de Torrelavega. A partir de la unión con el Besaya, retoma la dirección norte para atravesar el municipio de Polanco y morir en el mar Cantábrico tras recorrer un total de setenta y dos kilómetros. En la desembocadura forma un estuario de diez kilómetros de longitud que ocupa una superficie de 3,9 km².

### Curso alto

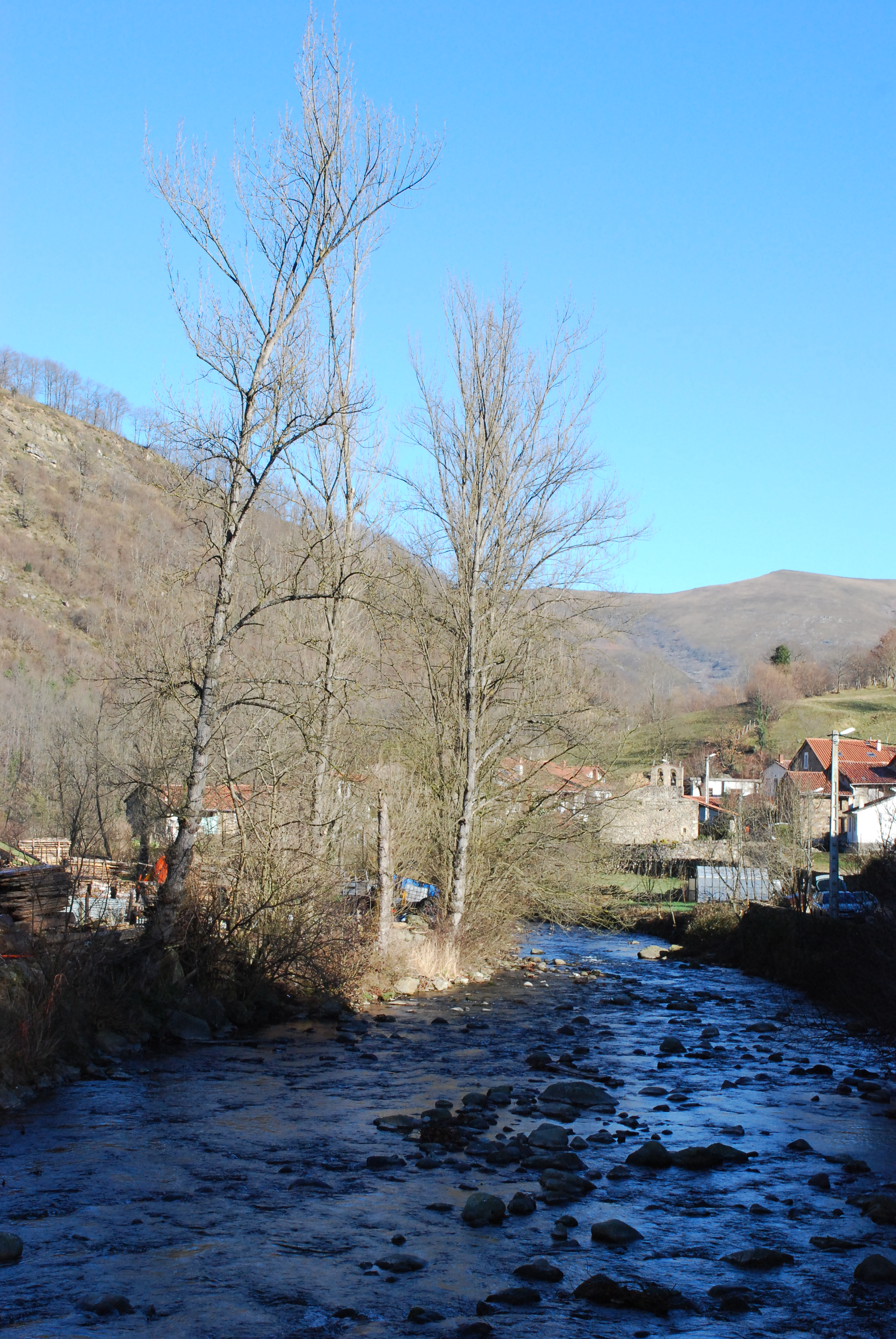
Río Saja a su paso por la localidad de Saja en el municipio de Los Tojos, Valle de Cabuérniga.

El curso superior del río Saja comienza con el nacimiento de sus principales fuentes Corva, Guariza y Diablo en las faldas del Cordel y la Horcada por encima de los mil ochocientos cincuenta metros de altitud, y se extiende hasta el pueblo de Fresneda a trescientos cuarenta metros sobre el nivel del mar. Se trata de una extensión de setenta y cinco kilómetros cuadrados aproximadamente compuesta principalmente por arcillas y areniscas del Cretácico inferior, materiales blandos que hacen que se incremente el carácter erosivo ya de por sí característico en los cursos altos.
Durante los primeros kilómetros su cauce discurre rápido por una cuenca encajonada en 'V', que atraviesa los pastizales de Sejos y la canal de Cureñas, un angosto valle de piedra caliza con abundantes rápidos y saltos de agua. En este primer tramo se unen las corrientes de la canal del infierno, la canal de la Costanilla, el barranco del Sel de San Martín y el río Cambilla, procedente este último de los puertos de Palombera.
A partir de la unión del Cambilla, en el lugar conocido como la Mina Lápiz, la pendiente disminuye ligeramente y el río atraviesa su primer pueblo, Saja. Continua su descenso hasta la localidad de Fresneda recogiendo por el camino las aguas del río Argoza y la canal de Valfría. Es de destacar el tamaño del río Argoza, que se incorpora al Saja a la altura de Correpoco con un caudal y longitud equiparable a los de este.
La vegetación, escasa en la parte alta, se torna muy espesa conforme el río se va encajonando, confundiéndose el bosque de ribera con el característico bosque caducifolio de la zona con una clara predominancia del hayedo.

### Curso medio y bajo

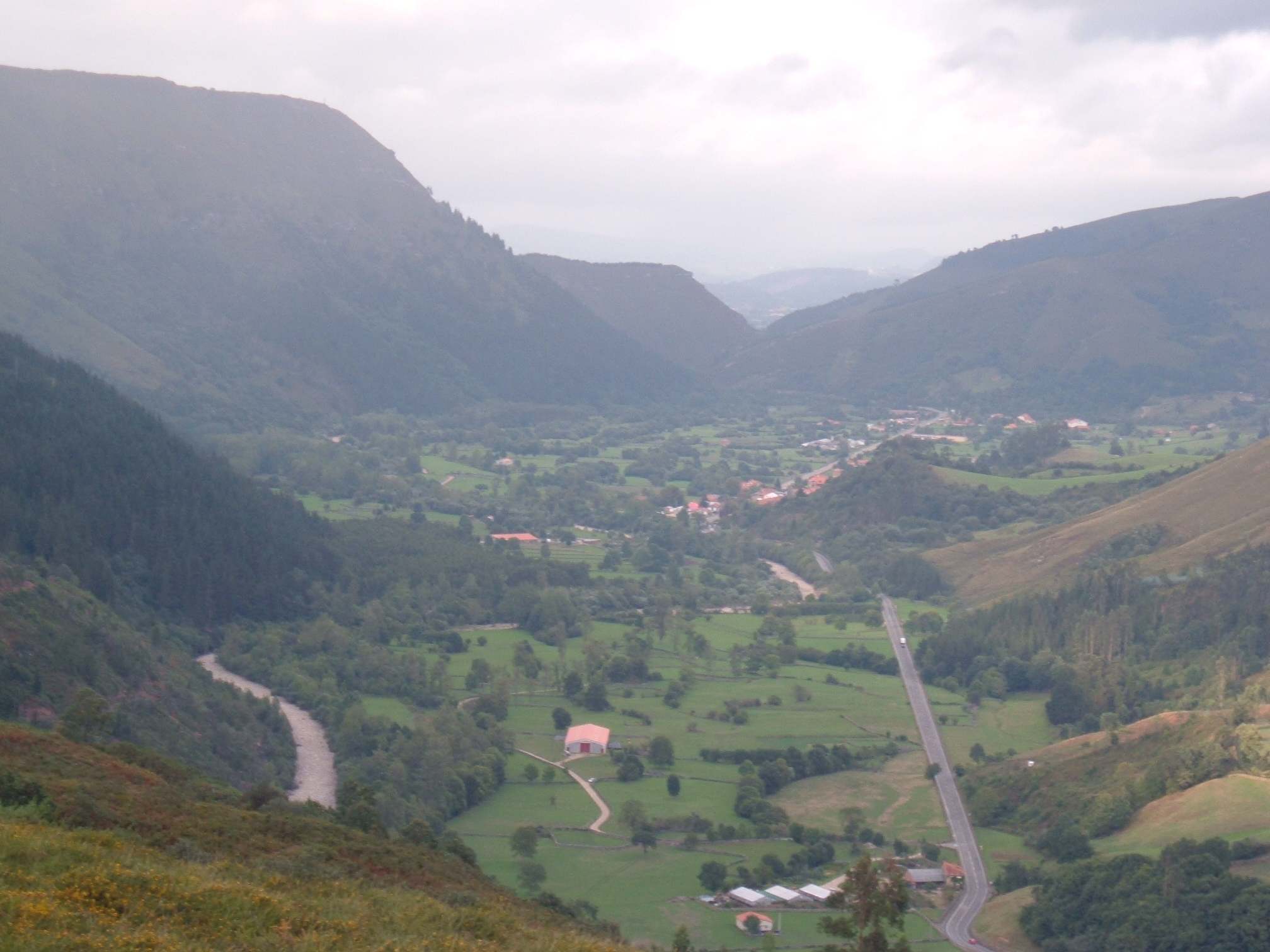
El río Saja en su curso medio. Panorámica de las mieses de Barcenillas y Ruente. Al fondo la Hoz de Santa Lucía.

El curso medio y bajo del río comienza en la localidad de Fresneda y se extiende hasta el municipio de Polanco, formando los valles de relleno de Cabuérniga, Cabezón de la Sal, Reocín y Torrelavega.  
A partir de Fresneda, la disminución de la pendiente hace descender la velocidad del río formándose los valles de Cabuérniga y Cabezón de la Sal. Hidrológicamente, se trata de dos llanuras de río trenzado comunicadas por la hoz de Santa Lucía, un pequeño desfiladero formado por el río al atravesar la sierra del Escudo. Los principales afluentes de este tramos son, en el valle de Cabuérniga, los ríos de Viaña y Bayones, ambos procedentes del alto de Róiz y en el valle de Cabezón el arroyo de San Ciprián cuyo nacimiento se encuentra en la cara norte de la sierra del Escudo.
Tras desprenderse de los acarreos más pesados, la cuenca sufre un pequeño estrechamiento en la localidad de Virgen de la Peña que se abre inmediatamente para formar las llanuras de inundación de Casar, Puente San Miguel y Torrelavega. La incorporación más importante en este tramo es la del río Besaya, que confluye en la localidad de Torrelavega para contribuir en la formación del valle.

### Desembocadura

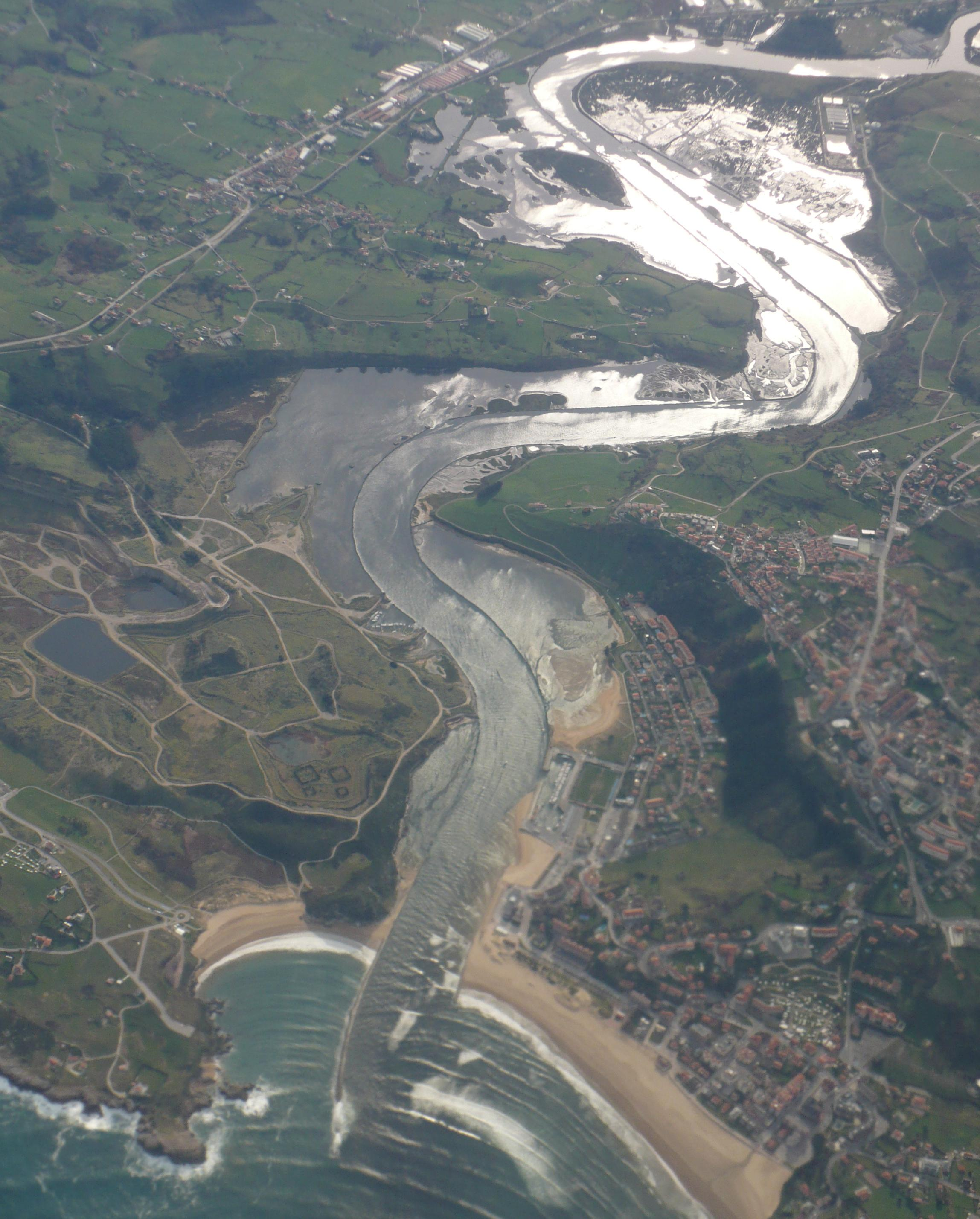
Ría de San Martín de la Arena desde Requejada (Polanco) hasta el mar Cantábrico.

Finalmente el Saja desemboca en la ría de San Martín de la Arena o ría de Suances, un estuario de ocho kilómetros y medio de longitud desde el puerto de Requejada a la punta del Dichoso. Ocupa una superficie de 3,9 km² entre los municipios de Suances, Polanco y Miengo.  y es navegable para embarcaciones de poco calado en toda la canal central. Los páramos sometidos a la fluctuación de las mareas ocupan un setenta y cinco por ciento de su superficie, y los flujos hídricos están modificados por las estructuras artificiales que acotan la canal de navegación hasta el muelle de Requejada. El caudal medio arrojado al mar por el Saja en el comienzo de la ría es de 24.2 m³/s. La calidad de las aguas en el estuario está considerada como mala, debido principalmente a los vertidos procedentes de los colectores de tres industrias químicas y papeleras y otros once de aguas residuales urbanas.
El tramo más interior del estuario, de carácter casi completamente fluvial, comienza entre Viveda y Barreda y soporta una gran presión industrial. Esta presión se atenúa en el siguiente tramo, conocido como Vuelta Ostrera, donde existe una depuradora de aguas residuales. A medida que se avanza hacia el mar se intensifica la vegetación hasta llegar a la zona denominada la Ribera, donde se encuentra el puerto de Suances y la homónima playa de La Ribera. Esta se extiende hasta el final del curso definido por dos espigones de hormigón. La boca de la ría la delimitan la Punta del Torco y la Punta de Afuera, que son a su vez los límites septentrionales de la ensenada de la Concha, en la cual se encuentran las playas de La Concha y Marzán.
En la parte más noroccidental de la desembocadura a treinta y cinco metros sobre el nivel del mar, se encuentra el faro de Punta del Torco de Afuera o faro de Suances, una torre blanca de 9,35 metros de altura levantada a mediados del siglo XIX.

## Hidrografía
El río tiene una longitud de setenta y dos kilómetros y un caudal medio en la desembocadura de 24,65 m³/s, del cual aproximadamente la mitad (12,1 m³/s) corresponden al río Besaya.

### Caudal
Su caudal medio diario es de 12,024 m³/s en la localidad de Puente San Miguel y de 24,224 m³/s en la localidad de Torrelavega, tras la unión del río Besaya. En su desembocadura se estima que el caudal asciende a 26,033 m³/s.

En las siguientes tablas se pueden observar los caudales medios del río Saja a la altura de la localidad de Puente San Miguel y de Torrelavega durante el período 1970-2000.
| Caudales medios del Saja en Puente San Miguel |
|                                               |

| Caudales medios del Saja a su paso por Torrelavega |
|                                                    |

En cuanto al promedio interanual, los caudales medios trimestrales más altos se corresponden con el segundo trimestre (abril, mayo y junio) con cifras por encima de los cuarenta metros cúbicos por segundo, mientras que los caudales medios mensuales más bajos se asocian con el periodo de estiaje, con valores en torno a los siete metros cúbicos por segundo.

### Régimen hidrológico
El régimen hidrológico del Saja esta fuertemente determinado por las variaciones pluviométricas de la región. Las grandes avenidas del río suelen producirse desde noviembre a febrero y en el mes de abril, mientras que los caudales más bajos se dan entre julio y octubre, con el mínimo en el mes de julio. Todo ello condiciona un curso muy irregular, con fuertes oscilaciones de caudal. 

#### Inundaciones y acondicionamiento del río
Estas precipitaciones primaverales, ocasionan crecidas relativamente rápidas del caudal del río conocidas popularmente como llenas, que a su paso por las vegas de los valles suele producir numerosas inundaciones, que no llegan a suponer un riesgo significativo, ya que las principales estructuras urbanas se encuentran alejadas del cauce, en las terrazas superiores, donde el grado de inundabilidad es menor y está asociado a eventos de gran magnitud y baja frecuencia. Algunas de las inundaciones más intensas se produjeron en los años 1953, 1983, 2010 y 2019 afectando especialmente a los valles de Cabuérniga y Cabezón de la Sal.
Con el objeto de paliar los efectos negativos de estas situaciones, se han llevado a cabo diferentes obras y proyectos de acondicionamiento, tanto en el cauce del río, como en las zonas inundables encaminadas tanto a prevenir el riesgo de inundaciones como a preservar los ecosistemas fluviales. Estas obras han ido poco a poco cambiando la morfología trenzada del río por tramos más o menos canalizados y rectilíneos, como se puede observar en la vega de Cabezón de la Sal, donde el único sector que conserva una morfología trenzada clara es el tramo final del río, a la altura de Ontoria.

### Cuenca

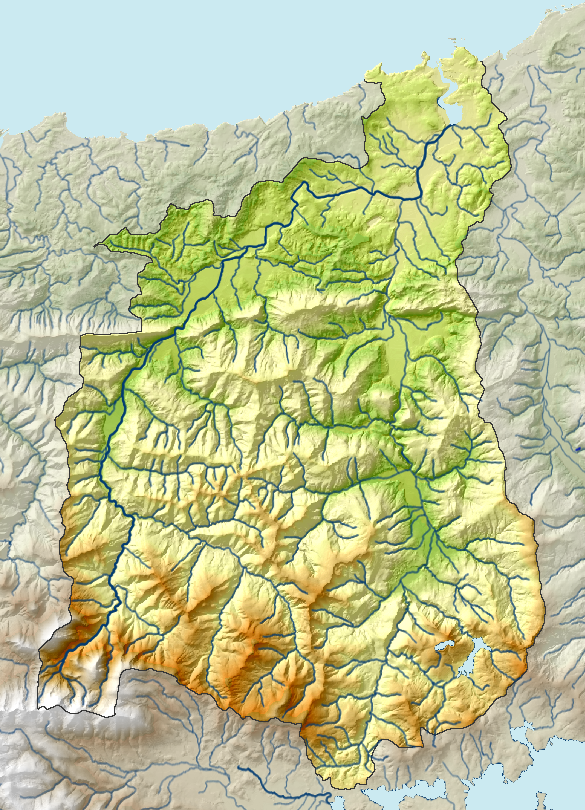
Cuenca hidrográfica del río Saja.

El Saja es el río principal del sistema Saja-Besaya, la mayor cuenca hidrográfica que existe en Cantabria, compuesta por la subcuenca del río Saja, la del río Besaya y por la zona costera que desagua en la ría de San Martín. Dicha cuenca recibe una precipitación anual de 1214,3 hm³ de los cuales 777,5 llegan al mar por su cauce principal, que alcanza en la desembocadura, un caudal bruto de 24,65 m³/s. La superficie total del sistema es de 1048,24 km², de los cuales 465,41 pertenecen a la subcuenca del Besaya y 93,56 a la zona costera.
Los límites occidental y oriental del sistema están definidos por las divisorias con las cuencas de los ríos Nansa y Pas, respectivamente. Por el sur el límite lo marca la divisoria con la cuenca del río Ebro y por el norte limita con un conjunto de pequeñas cuencas que vierten sus aguas directamente al mar Cantábrico y con el propio mar Cantábrico.
Dentro del sistema Saja-Besaya se encuentran los municipios de Santiurde de Reinosa, San Miguel de Aguayo, Pesquera, Bárcena de Pie de Concha, Los Tojos, Molledo, Anievas, Arenas de Iguña, Cabuérniga, Cieza, Ruente, Los Corrales de Buelna, San Felices de Buelna, Mazcuerras, Cabezón de la Sal, Reocín, Torrelavega, Polanco, Suances y parcialmente, Campoo de Enmedio, Campoo de Yuso, Hermandad de Campoo de Suso, Valdáliga, Udías, Alfoz de Lloredo, Santillana del Mar y Miengo. En cuanto a las poblaciones, en el año dos mil catorce había seis localidades que superaban los cinco mil habitantes: Torrelavega (26 481 hab.), Campuzano (10 710 hab.), Los Corrales de Buelna (9261 hab.), Tanos (6106 hab.), Cabezón de la Sal (5250 hab.) y Suances (5016 hab.).
Su característica red de drenaje, compuesta por dos ríos muy similares en cuanto a longitud y caudal, le confieren a esta cuenca un carácter atípico dentro de la región.
El tercio superior de la cuenca presenta un carácter muy erosionable, especialmente en la cabecera del Saja, compuesto por arcillas y areniscas del Cretácico inferior, que resultan más blandas que las calizas jurásicas presentes en la cabecera del Besaya. La zona media y baja está ocupada por amplios valles de rellenos como el de Cabuérniga, Cabezón de la Sal, Iguña, los Corrales de Buelna, Torrelavega. El relieve de la cuenca está fuertemente accidentado con una pendiente media de 29,17% y una altitud media de 610 m con altitudes máximas que superan los dos mil metros en la cabecera del Saja. En cuanto a la permeabilidad de sustrato rocoso, predominan los terrenos de permeabilidad baja, que representan el 58% de la superficie total, mientras que los de permeabilidad alta ocupan aproximadamente el 36%. Los valores medios son poco relevantes, inferiores al 6% de la superficie total.

### Principales afluentes
Los afluentes del Saja, al igual que sucede con la mayor parte de los ríos de Cantabria, tienen un recorrido bastante corto debido a la orografía de la región y se ven afectados por un fuerte estiaje, que llega a secar algunos cauces durante los meses de verano. La mayoría de los afluentes del Saja desembocan en él por su margen derecha.
| Ramal | Ramal | Nombre afluente                | Nacimiento                                      | Longitud (km) | Cuenca (km²) | Caudal (m³/s) | Tramo                 |
| ----- | ----- | ------------------------------ | ----------------------------------------------- | ------------- | ------------ | ------------- | --------------------- |
| -     | D     | Río Guariza                    | Las Terreras del Cuadro (Sierra del Cordel)     | 5,27          |              |               | Valle de Cabuérniga   |
| I     | -     | Canal del Hitón                | Los menhires (La Concilla)                      | 1,98          |              |               | Valle de Cabuérniga   |
| -     | D     | Río Bijoz o canal del infierno | El Aguijón (Sierra del Cordel)                  | 7             | 9,28         |               | Valle de Cabuérniga   |
| I     | -     | Canal de la Costanilla         | Collada de Fonfría (La Concilla)                |               |              |               | Valle de Cabuérniga   |
| -     | D     | Río Cambilla                   | Las Carizosas (Palombera)                       | 7,98          |              | 24,05         | Valle de Cabuérniga   |
| -     | D     | río Argoza                     | La Pozona (Río Fuentes)                         | 22,31         | 124,8        | 3,28          | Valle de Cabuérniga   |
| I     | -     | Canal de Valfría               | Caorra (Monte de Valfría)                       | 4,87          |              |               | Valle de Cabuérniga   |
| -     | D     | Río Viaña                      | Alto de Roiz (Monte de Viaña)                   | 9,3           |              |               | Valle de Cabuérniga   |
| I     | -     | Arroyo Rubial                  | Rozalén                                         | 5,56          |              |               | Valle de Cabuérniga   |
| -     | D     | Río Barcenillas                | El Cabíu (Monte río La Miña)                    | 5,26          |              |               | Valle de Cabuérniga   |
| I     | -     | Río Monte Aa                   | Collado de Monte Aa (Monte Aa)                  | 5,69          |              |               | Valle de Cabuérniga   |
| -     | D     | La Fuentona de Ruente          | Ruente                                          | 2             |              |               | Valle de Cabuérniga   |
| -     | D     | Río Bayones                    | Tordías (Monte Ucieda)                          | 11,33         |              |               | Valle de Cabuérniga   |
| -     | D     | Río Pulero                     | Castro Cerezu (Mozagro)                         | 5,24          |              |               | Cabezón de la Sal     |
| I     | -     | Arroyo de San Ciprián          | Canto redondo (Sierra del Escudo de Cabuérniga) | 9,15          | 23,5         |               | Cabezón de la Sal     |
| -     | D     | Río Ceceja                     | El Toral                                        | 7,23          |              |               | Cabezón de la Sal     |
| -     | D     | Río Besaya                     | Cañeda                                          | 58            | 467,5        |               | Torrelavega - Suances |
| -     | D     | Arroyo Sonavides               | La Montaña                                      |               |              |               | Torrelavega - Suances |
| I     | -     | Arroyo de Corrino              | Camplengo                                       |               |              |               | Torrelavega - Suances |
| I     | -     | Arroyo de Borrañal             | Barrio robledo espino                           |               |              |               | Torrelavega - Suances |

## Estado de conservación
La conservación ecológica del río es muy buena desde la cabecera hasta la localidad de Cabezón de la Sal, punto a partir de la cual presenta ya ligeras alteraciones y su estado de conservación se define ya solo como «bueno». Aguas abajo de la confluencia con el río Besaya las alteraciones son ya graves o muy graves, catalogándose el tramo como «mal conservado». Esto se debe a que la cuenca aloja una zona altamente industrializada en la que a los vertidos legales hay que sumar numerosos vertidos ilegales que se vienen realizando históricamente.

### Presiones e impactos en el río Saja
Aunque las alteraciones en el río no son muy numerosas (3,1 por km) algunas de ellas poseen una importante magnitud, especialmente las que se concentran en el tramo medio y bajo del río.
El río Saja es uno de los que más encauzamientos registra en toda Cantabria, además de poseer once captaciones y veinte azudes, que junto a los numerosos puentes (treinta y uno) alteran significativamente el régimen hídrico, la continuidad del sistema y las condiciones hidromorfológicas del cauce.
Los numerosos e importantes vertidos de aguas residuales industriales y urbanas son los principales responsables del deterioro generalizado de la calidad de las aguas especialmente a partir de Puente San Miguel y Torrelavega. Cabe resaltar que, además de recibir las aguas residuales sin depurar del segundo núcleo de población de Cantabria, en las márgenes del río se encuentran diversas industrias contaminantes (Textil Santanderina, Azsa, Firestone, Sniace), en su mayoría incluidas en el registro EPER.
Finalmente, en la cuenca baja se encuentran extensas poblaciones de plumero y polígono japonés, plantas invasoras que representan una amenaza para las especies nativas propias de la ribera, debido a su elevada capacidad de propagación y difícil erradicación.
A pesar de esta situación, el tramo alto del río hasta Renedo de Cabuérniga está poco alterado y tiene un elevado interés ambiental, con amplias áreas en muy buen estado de conservación.

### Espacios de protección
- ZEC Río Saja

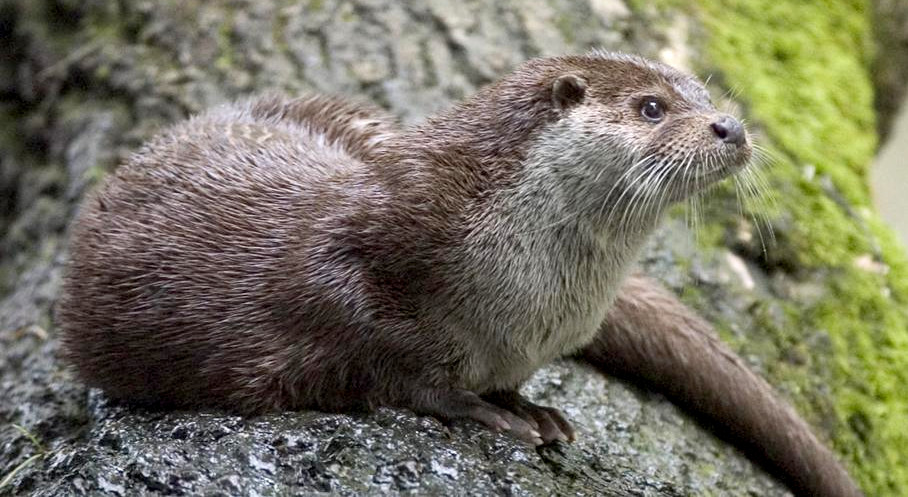
Nutria paleártica.

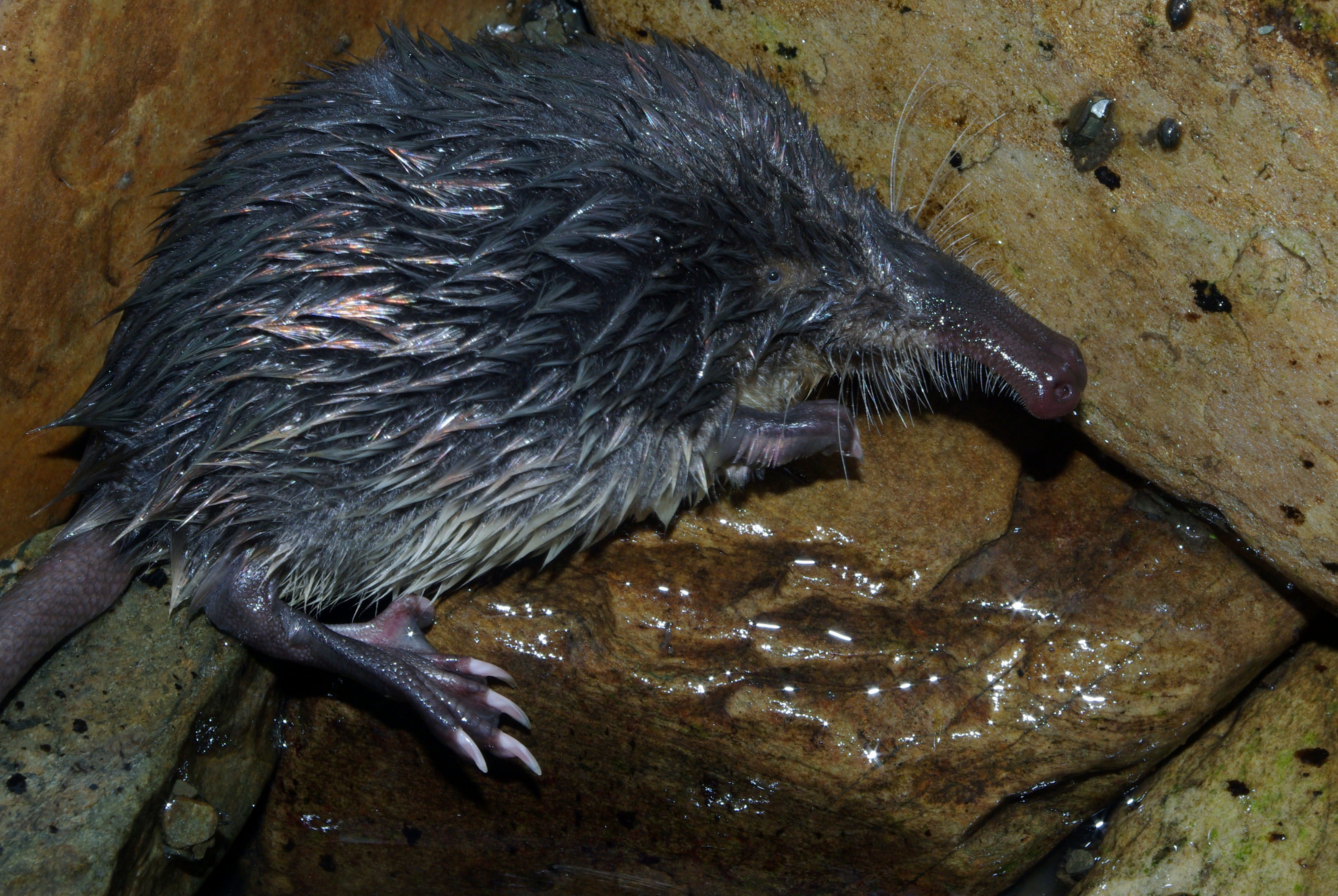
Desmán Ibérico.

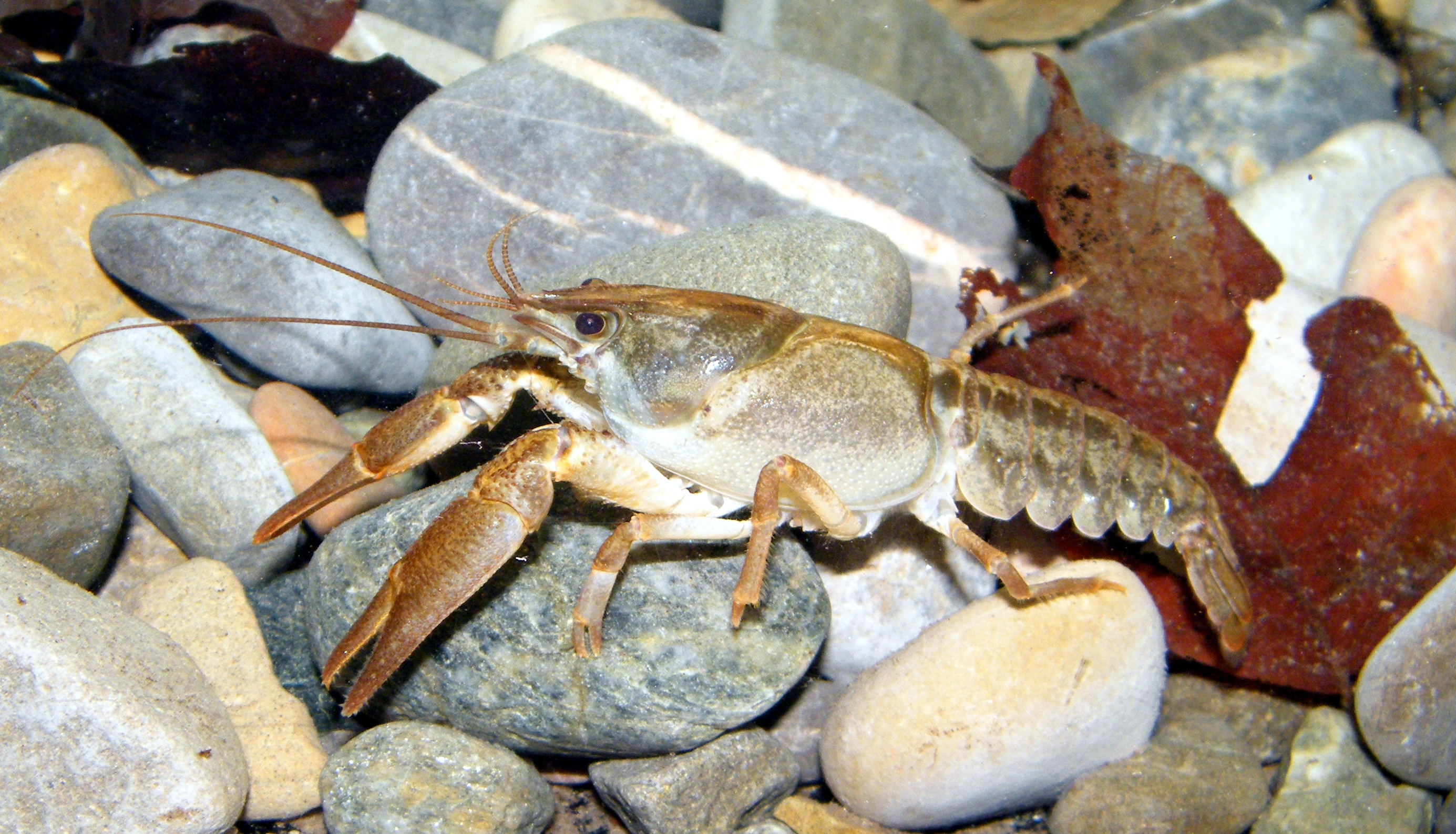
Cangrejo de río de patas blancas.

Se sitúa en el curso medio y alto del Saja, entre el límite de la Mancomunidad de Campoo-Cabuérniga (cerca del kilómetro catorce la de CA-280) y el puente de Santa Lucía. Este figura protege un total de 321,28 hectáreas dentro del espacio anteriormente delimitado entre las que se encuentran los cauces del río Saja y gran parte de los ríos Argoza, Viaña, Monte Aa y Bayones, además de una banda fija de veinticinco metros lineales a ambos lados de todos los cauces.
Los hábitats más frecuentes son las bosques alubiales de alisa (Alnus glutinosa) y fresno (Fraxinus excelsior), seguido de los hayedos acidófilos, los brezales secos y los robledales galaico-portugueses. Entre las especies animales más representativas encontramos el cangrejo de río (Austropotamobius pallipes), el desmán ibérico (Galemys pyrenaicus) o la nutria paleártica (Lutra lutra)), cuya población en el tramo medio y alto del río es una de las mejores en Cantabria. 
En el año 2006 se incluyó dentro de la red de espacios naturales de Cantabria como lugar de importancia comunitaria río Saja.
- ZEPA Sierra del Cordel y cabeceras del Nansa y Saja

La cabecera del Saja junto a la del Nansa está incluida en las Zonas de Especial Protección para las aves (ZEPAS) además de objeto del Plan de Recuperación del Oso Pardo en Cantabria.
- Parque natural Saja-Besaya

Gran parte de la cuenca alta se integra dentro de este parque declarado parque natural en 1988 y que ocupa 24 500 ha. entre las cuencas del río Saja y el Besaya.
El área protegida tiene una gran riqueza de fauna y flora con áreas de arbolado de gran interés, especialmente en la cuenca del río Bayones, el Argoza y en el Saja a su paso por la canal de Cureñas. Entre las numerosas especies destacan el jabalí, becada, nutria, lobo, águila real y corzo. El ciervo, reintroducido en 1949, se encuentra en la actualidad en todo el territorio; su berrea durante la época de celo es un reclamo para miles de visitantes. En la zona sur del parque es posible observar al oso pardo cantábrico.
El parque natural se solapa con las siguientes figuras de la Red Natura2000:
- LIC Valles Altos del Nansa y Saja y Alto Campoo.
- LIC Río Saja.
- ZEPA Sierra del Cordel y Cabeceras del Nansa y del Saja.

- Reserva regional de caza Saja

La cuenca alta del río Saja y parte de la cuenca media se encuentra dentro de esta reserva que con 180 186 has es la más grande de España, extendiéndose desde los Picos de Europa hasta el límite oriental del río Besaya. Esta reserva cinegética fue creada en 1966 y mantiene un elevado grado de conservación. Dentro de ella se encuentra el parque natural Saja-Besaya, el LIC Río Saja y la ZEPA Sierra del Cordel y Cabeceras del Nansa y Saja.
- LIC Valles altos del Nansa y Saja y Alto Campoo

Este extenso Lugar (51 098 ha) abarca el parque natural Saja-Besaya y las sierras de Peña Labra, Cordel y Peña Sagra.
Es un área de media y alta montaña compuesta por un rico mosaico de pastizales, bosques y matorrales modelados por un aprovechamiento tradicional ganadero en régimen extensivo que incrementa notablemente la biodiversidad de la zona. Entre la fauna destaca la presencia en Alto Campoo de oso pardo, que tiene en Alto Campoo el límite oriental de su área de recuperación. También hay que señalar la presencia de veinticinco taxones de la directiva, dos de ellos prioritarios.
- Reserva natural fluvial Cabecera del Saja

Debido al buen estado ecológico del tramo alto del río Saja, un total de 9,78 km conformaron una reserva natural fluvial declarada en 2015. Es un tramo representativo de los ríos cántabros de montaña húmeda calcárea.

## Fauna y flora

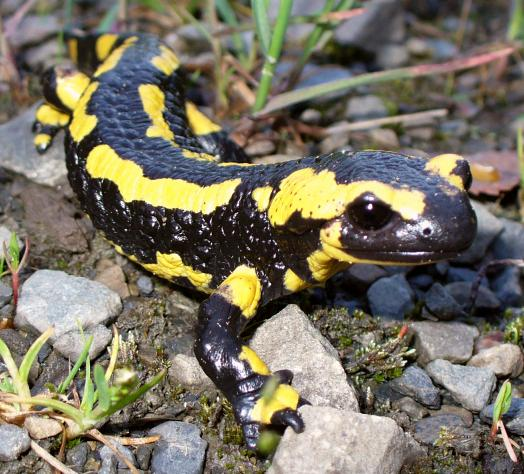
Salamandra común.

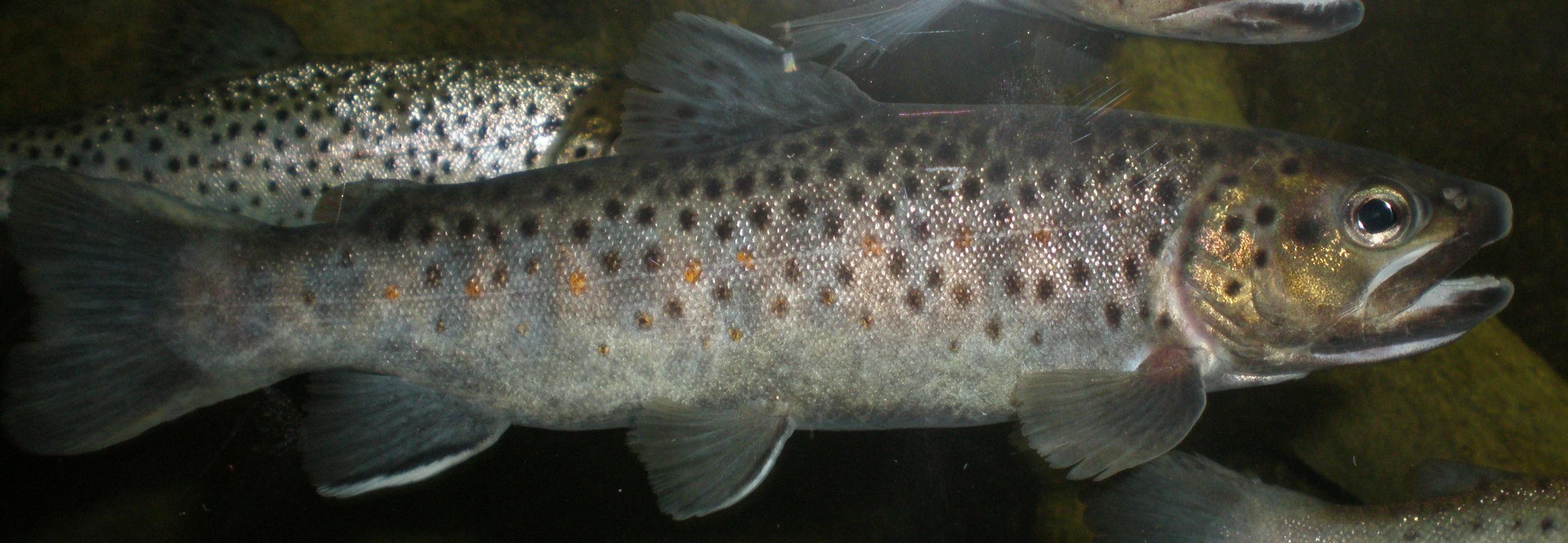
Trucha común.

Los numerosos espacios de protección que atraviesa el río Saja son una muestra del importante valor ecológico, tanto en lo relativo a la fauna como a la flora, de esta cuenca.

### Fauna
En el entorno fluvial del río Saja se han detectado más de treinta especies diferentes de fauna vertebrada entre peces, anfibios, reptiles, aves y mamíferos.
Peces como la anguila, el piscardo, la trucha común o la trucha arcoíris son comunes en el cauce del río, al igual que anfibios como la salamandra, los tritones alpino, palmeado y jaspeado, los sapos común y partero común o las ranas bermeja y común, y algunos crustáceos como el cangrejo señal o el cangrejo de río americano.
También se pueden encontrar reptiles como la culebra de collar o la culebra viperina y pequeños mamíferos como la nutria, el murciélago de Ribera, la marta, el musgaño, el turón, la garduña o el desmán ibérico.
En cuanto a la avifauna el martín pescador, el avión zapador, la lavandera cascadeña y la blanca, el mirlo acuático, el cormorán, la garza real y la garceta, el ánade azulón, el alcotán europeo, la gallineta común y el andarríos chico son las especies más comunes.
Alejándose del margen del río en la cabecera del Saja la fauna es la propia de la cordillera Cantábrica, con abundantes ciervos, corzos y jabalíes. También destacan el lobo y los rebecos en las cumbres próximas al nacimiento del río, así como numerosos micromamíferos.
Tienen especial importancia el caso del oso pardo, en peligro de extinción, cuya presencia es esporádica, pero regular, en el sector suroccidental, y de otras especies protegidas que se encuentran en la cuenca, como son el lirón gris, el turón y el gato montés.
En esta área existen alrededor de un centenar de especies nidificantes, ente las que se encuentra el águila real, el águila culebrera, el milano, el ratonero común o el buitre leonado.  

### Flora

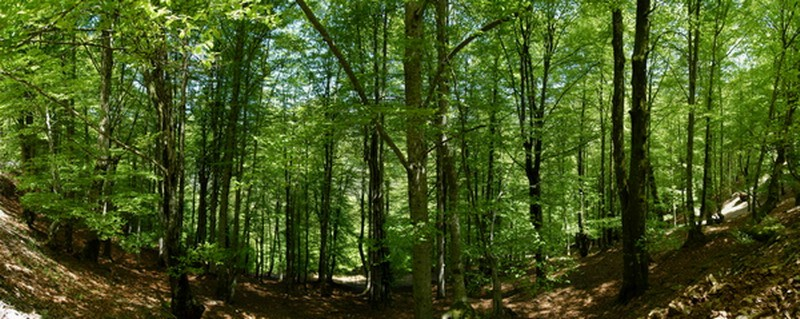
Instantánea de un hayedo en el parque natural del Saja-Besaya.

La vegetación varía a lo largo del recorrido del río, donde las condiciones más suaves de la costa contrastan con las de los valles altos y las cumbres.
En las partes altas, por encima de los mil doscientos metros de altitud, la presencia de arbolado es muy escasa, casi nula por encima de los mil cuatrocientos metros, limitándose exclusivamente a abedules, acebos y serbales; sin embargo las zonas de matorral son muy abundantes (en torno al 43% de la superficie), sobre todo de las diferentes especies de brezo y escoba. Este paisaje de alta montaña se alterna con zonas de pastizal comunal, roquedos y garmas.
El haya es predominante en la franja entre los seiscientos y los mil doscientos metros de altitud, donde forma amplios bosques como el del Monte de Saja, que con una extensión de más de seismil quinientas hectáreas representa el mayor hayedo de Europa. El roble prefiere altitudes entre trescientos y setecientos metros, donde se pueden encontrar tres especies principales: la cajiga (Quercus robur), el roble albar (Quercus petraea) y el rebollo o tocio (Quercus pyrenaica). Los mejores robledales están en el término municipal de Ruente, en los montes de Ucieda y monte Aa. Este último es considerado uno de los mejores robledales de Cantabria, gracias al clima local del que goza por estar al sur de la sierra del Escudo.
Acompañan a estas especies principales otras como el abedul, el mostajo, el olmo, el serbal, el avellano, el endrino, el acebo, el fresno o el sauce. En el monte de Bárcena Mayor quedan algunos pies aislados de tejo. El matorral de sustitución de los bosques descritos lo integran fundamentalmente escobas y brezos en las partes altas y zarzas y tojos en las medias y bajas. Los helechos están bien representados con dos especies diferentes: Pteridium aquilinum en las solanas y Dryopteris filix-mas en los valles umbrosos y húmedos.
Casi la totalidad de las zonas llanas y los collados y cumbres son ocupadas por pastizales, de gran importancia para la ganadería extensiva y las especies de interés cinegético.
En el valle de Cabuérniga los márgenes del río se caracterizan por los bosques de ribera de alisas, sauces y avellanos, ocasionalmente acompañados de plantaciones de chopos.
A partir de la hoz de Santa Lucía la vegetación cambia considerablemente. Las muestras de arbolado autóctono desaparecen casi por completo para verse sustituidas por plantaciones de eucalipto y pino. De igual manera el predominio de los pastos comunales y prados sobre las tierras y el terreno urbano se invierte.  

## Aprovechamiento hidráulico
El aprovechamiento hidráulico del río fue intenso en la antigüedad con multitud de batanes y molinos harineros. Muestra de ello es que solamente en el valle de Cabuérniga se contabilizaron en el siglo XVIII veinticuatro molinos y dos batanes. En la actualidad se reduce al aprovechamiento industrial, existiendo dos azudes en el curso del río.
El de mayor relevancia es el llamado azud de Sniace, que se encuentra ubicado inmediatamente aguas arriba de la confluencia con el río Besaya.
Si se continúa aguas arriba aparece la presa de Santa Lucía, que se encuentra en la hoz del mismo nombre que cierra el Valle de Cabuérniga. Se trata de un azud construido en el punto en que se une al Saja con el río Bayones. La finalidad de esta presa es la producción de energía eléctrica y es explotada por la empresa Textil Santanderina.

### Puerto de Requejada

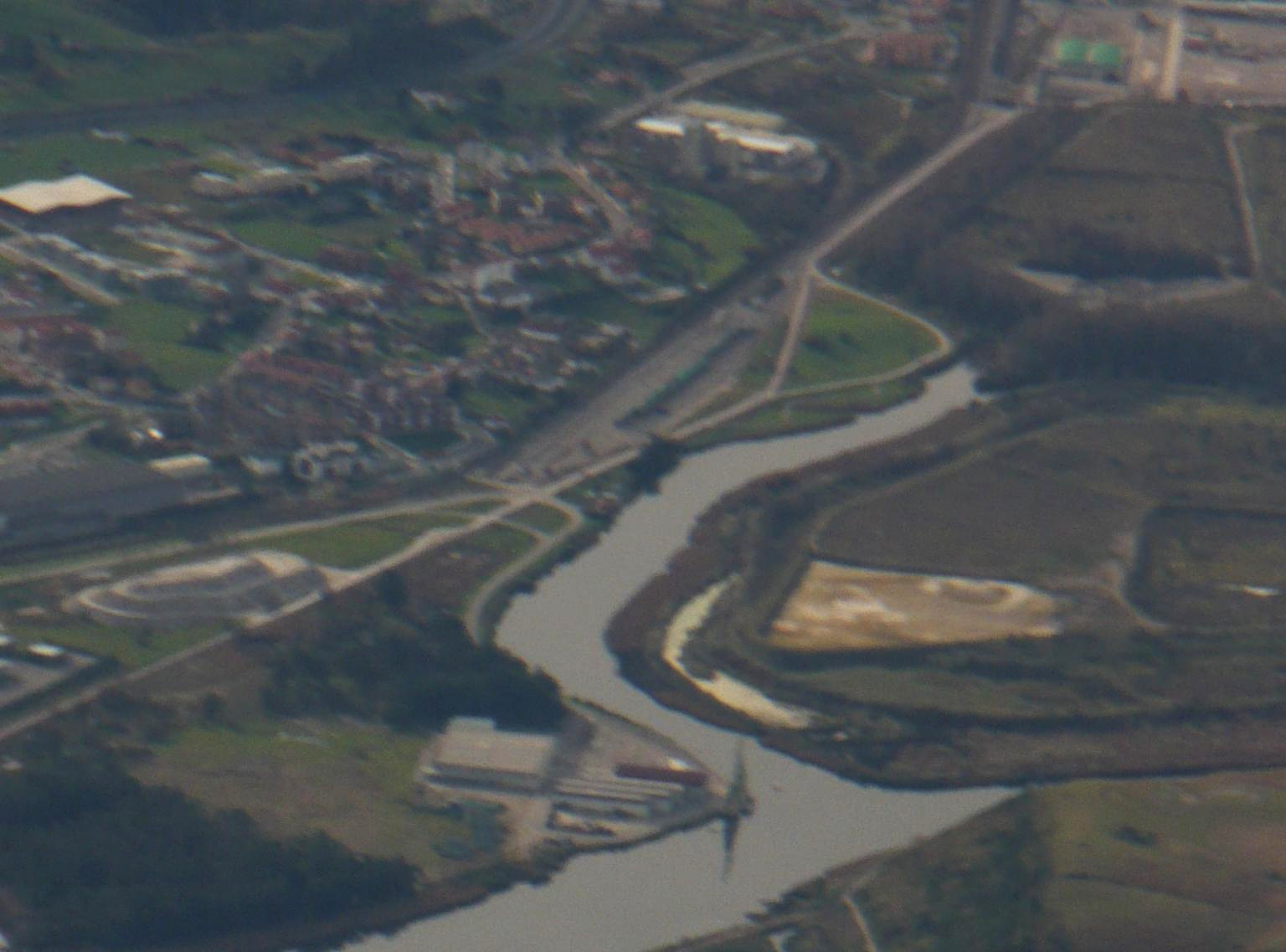
Puerto de Requejada (parte inferior de la imagen) visto desde un avión comercial.

En la parte inferior del curso del río se encuentra el puerto fluvial de Requejada, situado a unas 4 millas de la desembocadura, propiedad de Julio Cabrero & Cia S.A.. El puerto no opera desde año dos mil ocho, cuando la Capitanía Marítima de Cantabria dejó de sellar despachos, por considerar a este puerto poco seguro, debido a la acumulación de arena y piedras en el fondo. Estos problemas de poca sonda han causado que desde 1874 hayan varado treinta y siete embarcaciones de medio calado (una cada dieciocho meses). La última varada fue la del minigranelero Explorer. Este granelero de mil seiscientas toneladas y 4,2 m de calado máximo, quedó atrapado por la arena el catorce de marzo de dos mil siete a la salida del espigón de Cuchía, cuando iba cargado con mil novecientas toneladas de bicarbonato de sodio de la empresa Solvay. El barco no pudo ser liberado hasta cuatro días más tarde.
Antes de ser el principal puerto para empresas como la mencionada química Solvay, la minera Asturiana de Zinc y la de extracción de celulosa de la madera Sniace, Requejada fue el principal punto de salida de las harinas castellanas durante el siglo XIX, hasta que en 1852 se abriera la línea ferroviaria Alar-Santander.
Aunque experimentó un crecimiento en el movimiento de mercancías a principios de los noventa, este fue declinando hasta los cuarenta y un millones de toneladas en dos mil seis. El puerto permanece cerrado desde el año dos mil ocho, a pesar del intento de reapertura por parte del alcalde de Polanco y el dueño de la empresa que gestiona el puerto apelando a su utilidad por la cercanía a las empresas de la cuenca del Besaya. En dos mil once se estimó que sería necesaria una inversión de 50 000 000 €, y un aumento de veinticuatro veces el volumen de actividad de dos mil siete, lo que hace la reapertura inviable en el corto y medio plazo.

### Tradición pesquera
El río Saja es un río con tradición pesquera que en la actualidad cuenta con tres cotos trucheros y un escenario deportivo de pesca en su cauce principal.
El más grande de ellos es el Coto Caranceja con ochomil doscientos metros de longitud y cuyos límites se extienden desde el puente de Golbardo hasta la confluencia del río Rey con el Saja. Seguido se encuentra el de Cabuérniga que abarca el curso comprendido entre el puente de Viaña y la unión del río Argoza, y que comunica sus 5215 metros de coto con los 9047 m del coto de Barcena Mayor que comprende gran parte del recorrido del Argoza. Ya en el curso alto del río se encuentra el coto del Pozo el Amo extendiéndose desde el pueblo de Saja hasta el puente sobre el propio pozo (3700 m). Por último, el escenario deportivo de Rudagüera es un área delimitada en sus extremos por la estación de ferrocarril de San Pedro de Rudagüera y el puente de Golbardo. Este escenario deportivo, junto al coto de Caranceja, acoge desde el año dos mil diez el Máster de pesca a Mosca Río Saja organizado por el Club de pesca a mosca Puente San Miguel. 

### Acuicultura
En el municipio de Ruente se encuentra la piscifactoría Truchas del Saja, dedicada a la cría y engorde de la trucha arco iris (Oncorhynchus mykiss). La piscifactoría tiene una producción anual estimada en 211 000 kilogramos y una superficie de 1,225 hectáreas, dentro de las cuales se encuentran varios estanques de distintas dimensiones.
Los estanques se abastecen con el agua procedente de dos captaciones situadas en el río Saja y el arroyo de La Fuentona de Ruente, que en total aportan un caudal de seiscientos litros por segundo de agua. 

## Historia

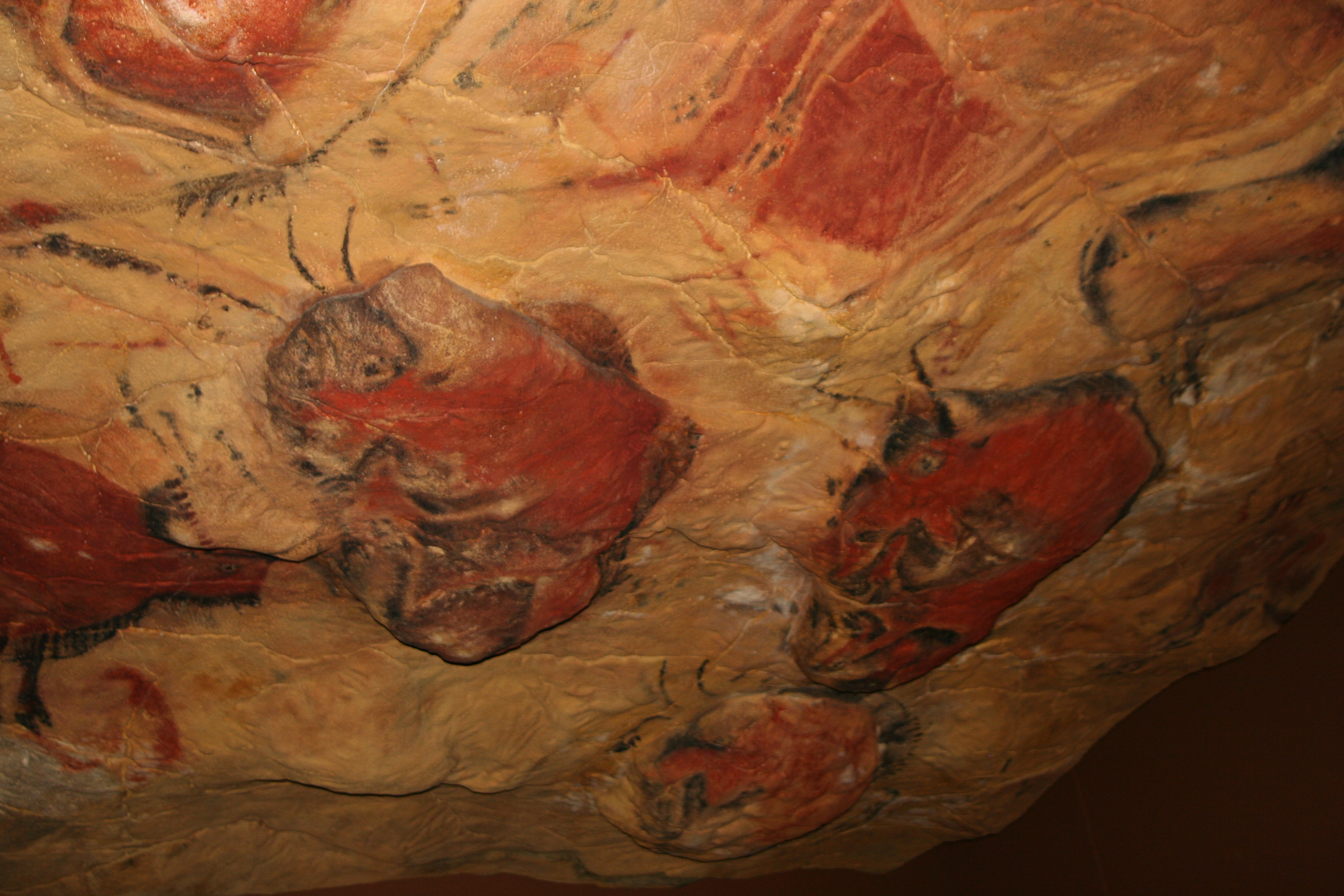
Reproducción del techo de la sala de los polícromos de Altamira, en el Deutsches Museum de Múnich.

### Prehistoria
Los primeros rastros de ocupación humana en la cuenca del Saja se remontan 35 600 años atrás, durante el período Auriñaciense. Estos se encuentran en la zona baja de la cuenca, en los municipios de Reocín, Torrelavega y Santillana del Mar, destacando entre todos ellos la cueva de Altamira, que conserva uno de los ciclos pictóricos y artísticos más importantes de la Prehistoria a nivel mundial, catalogada como Patrimonio de la Humanidad en 1985. En el municipio de Reocín, las cuevas de La Clotilde y La Estación aunque de menor importancia, también albergan pinturas rupestres siendo por ello declaradas Bien de Interés Cultural en el año 1997.  

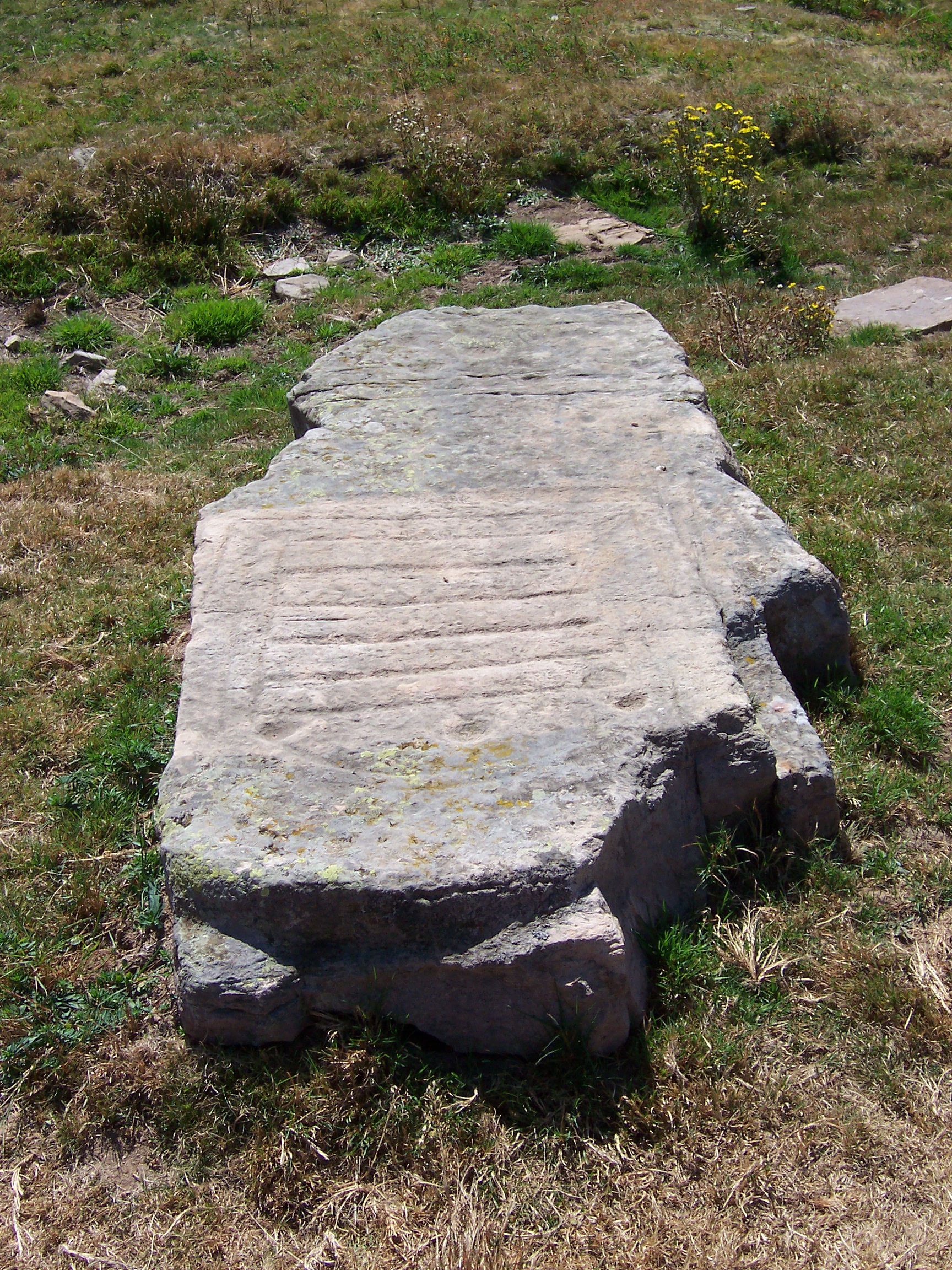
Laja antropomórfica con grabados en el collado de Sejos.

Por su parte en la cabecera del río los primeros rastros de la actividad humana son los hallados en la Estación Megalítica del Collado de Sejos-Cuquillo que datan de finales de la Edad del Cobre o inicios de la del bronce. Se trata de un conjunto de menhires, túmulos y estructuras circulares situados en la divisoria de aguas entre el Saja y el Nansa estudiados por primera vez en mil ochocientos cincuenta por Ángel de los Ríos. Tras los últimos estudios de Primitiva Bueno y otros investigadores, este conjunto megalítico puede considerarse como el más importante de Cantabria. Recientemente ha sido declarado bien de interés cultural.  

### Edad Antigua
Según los escritos de Estrabón, Plinio el Viejo y Pomponio Mela, a finales del I milenio a. C. la cuenca del Saja se encontraba en el territorio que habitaban los antiguos cántabros. Siendo probable que la parte alta estuviese ocupada por la tribu de los Salaenos, mientras que las zonas más bajas y la subcuenca del Besaya los estuviesen por los Blendios.
La presencia romana posterior dejó poca huella en la región, limitándose a una serie de calzadas secundarias como la que unía Pisoraca (Herrera de Pisuerga), con el Portus Blendium (Suances), atravesando probablemente el valle del Besaya o con el Portus Vereasueca (San Vicente de la Barquera) a través del collado de Somahoz. Una vía Agrippa por su parte, cruzaba el actual municipio de Polanco comunicando Portus Amanum (Castro Urdiales) con Portus Vereasueca. 
Con la caída del imperio romano se pone el fin a una romanización poco asimilada que retrocede conforme se van recuperando las antiguas costumbres y organización social. Durante este periodo las referencias escritas en la zona son nulas y arquitectónicamente únicamente se conserva una fuente visigótica en el pueblo de Colsa.

### Edad Media
La extensión de la agricultura, junto a la incipiente difusión del cristianismo y el aumento demográfico, especialmente a partir del siglo VIII, fueron los principales detonantes de la sedentarización y el origen de las primeras aldeas, como es el caso de Santillana del Mar. 
En el siglo IX el valle alto del Saja volvió a cobrar relevancia como una de las vías de repoblación de la meseta tras el vacío de población causado por las guerras entre el Emirato de Córdoba y el Reino de Asturias. Esta vía fue popularizada en 1956 por Víctor de la Serna bajo el nombre de Ruta de los Foramontanos.
En esta época surgen los primeros núcleos de población de Cabuérniga, entonces denominada Kaorneka: La Miña, Bárcena Mayor ... Las poblaciones de Ruente, Polanco y La Vega (actual Torrelavega) probablemente se formaron unos siglos más tarde. 
Desde el siglo XII, se tiene conocimiento de la importancia del puerto de San Martín de la Arena, que soportaba un alto volumen de pesca de ballenas y comercio.

### Edad Moderna
A partir del siglo XVII, debido al proceso de colmatación de la ría, la actividad portuaria de San Martín de la Arena comienza a descender, a la vez que cobra importancia el puerto de Requejada como lugar de exportación del trigo de Castilla.

## Patrimonio

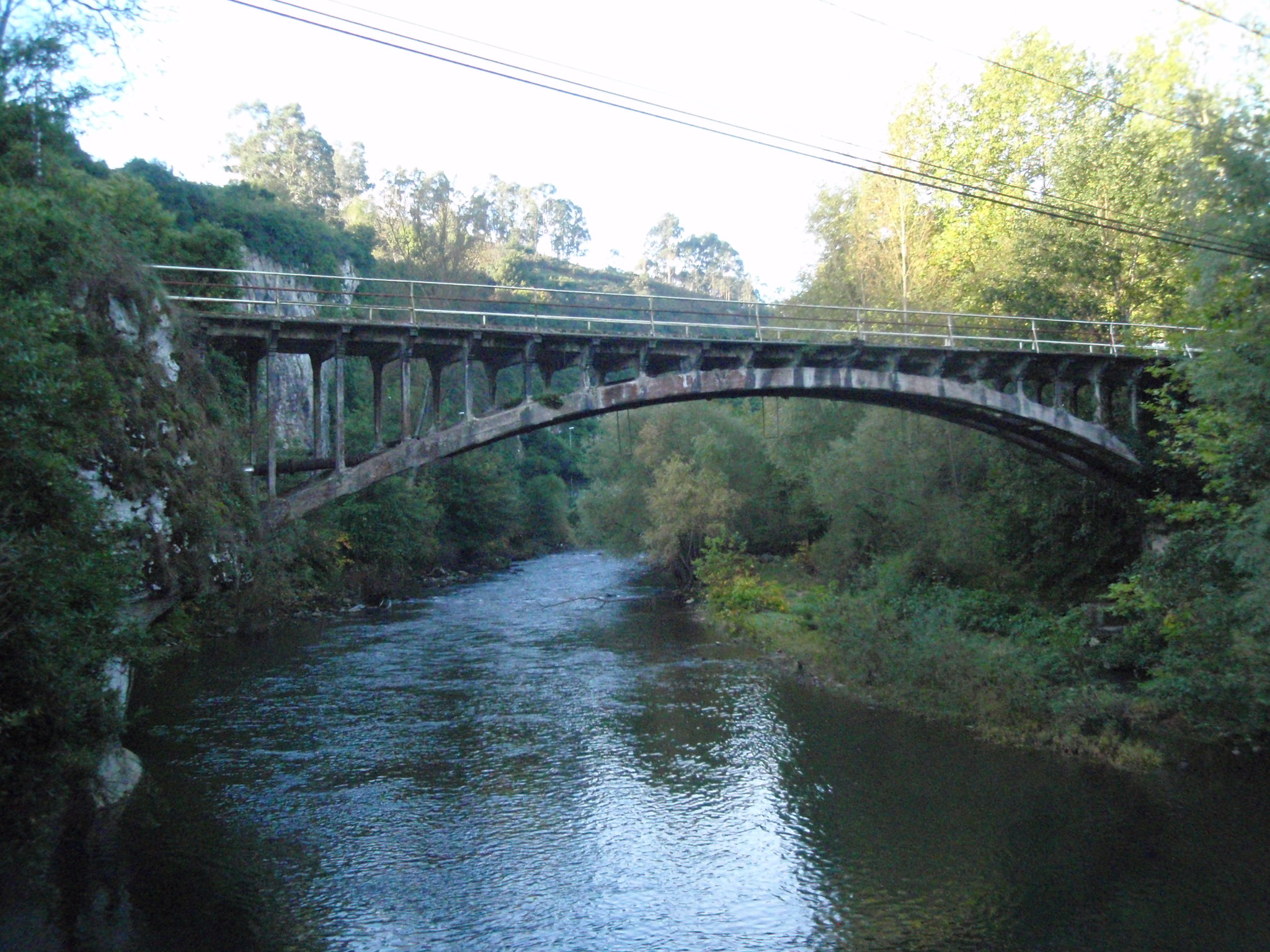
Puente de Golbardo

### Puente de Golbardo
El puente de Golbardo es un puente de hormigón que se levanta sobre el río Saja uniendo las localidades de Barcenaciones y Golbardo, en el municipio de Reocín.
Fue construido por el ingeniero José Eugenio Ribera en 1902, convirtiéndose en uno de los primeros puentes de hormigón armado construidos en España. El diecinueve de abril de 2002 fue declarado Bien de Interés Cultural, con la categoría de monumento por la originalidad de la construcción en cuanto a su tipología, material utilizado y sistema constructivo, que consiste en utilizar viguetas metálicas sobre las que suspender los encofrados metálicos. 

### Faro de Punta del Torco de Afuera

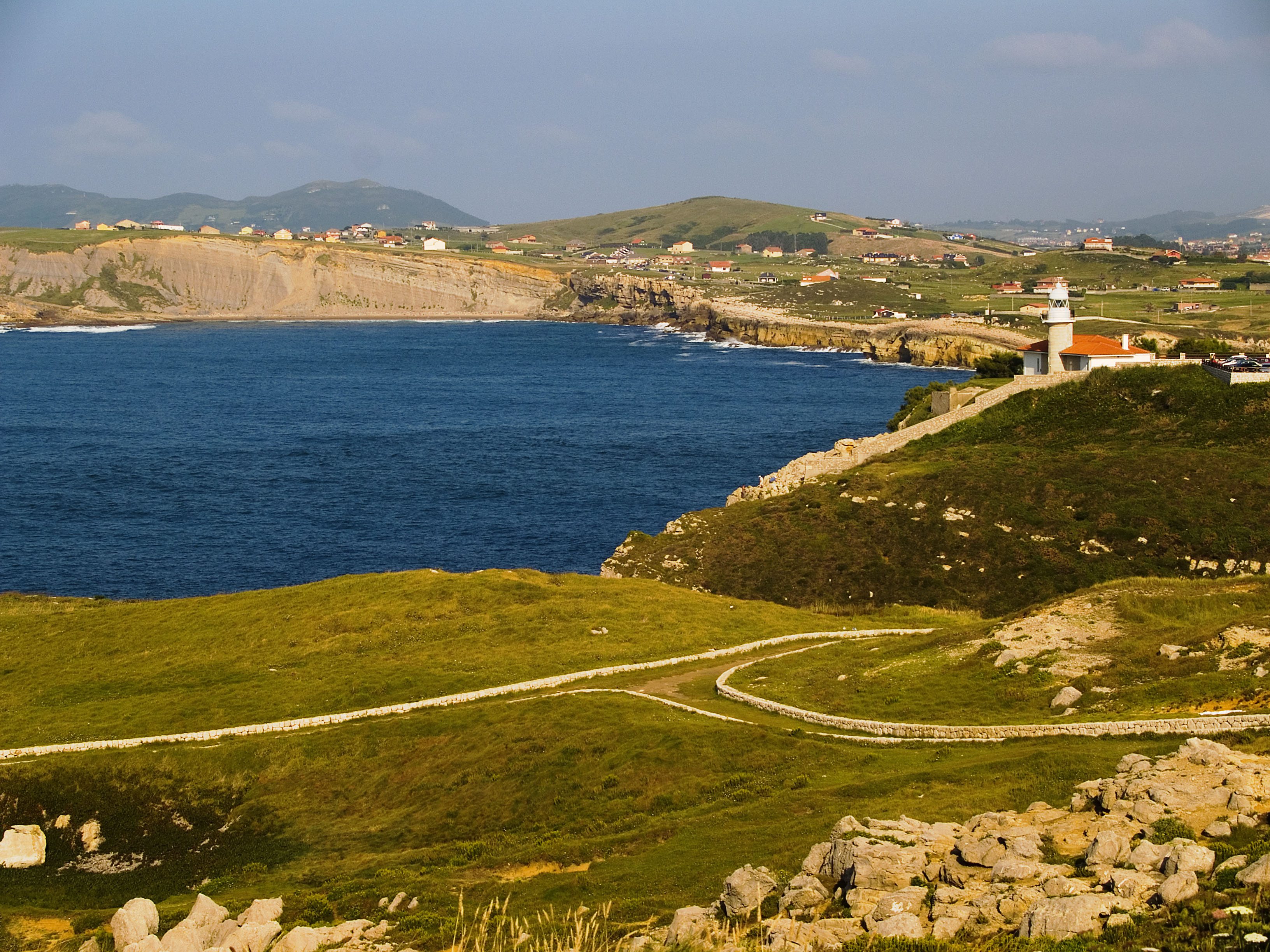
Faro de Suances

En la parte más noroccidental de la desembocadura se encuentra el faro de Punta del Torco de Afuera o faro de Suances. Se trata de una torre blanca truncada con el plano focal a 9,35 metros de altura sobre el suelo, y a treinta y cinco metros sobre el nivel del mar. Junto a la torre se encuentra una vivienda rectangular de una única planta, antigua residencia del farero. El faro entró en funcionamiento en 1863 con un sistema de iluminación basado en lámpara de aceite. Actualmente funciona con alumbrado eléctrico, emitiendo destellos cada veinticuatro segundos, visibles desde veintidós millas náuticas.

## Clima
La cuenca del Saja se ubica en la región climática de la Iberia Verde de clima Europeo Occidental, clasificada también como clima templado húmedo de verano fresco del tipo Cfb según la clasificación climática de Köppen.
Los principales rasgos de la cuenca a nivel general son unos inviernos suaves y veranos frescos, sin cambios bruscos estacionales, siendo la diferencia entre el invierno y el verano de unos diez o doce grados. El aire es húmedo con abundante nubosidad y las precipitaciones son frecuentes en todas las estaciones del año, alcanzando una media anual en torno a los mil doscientos mm. 